# Mühlbach (Kembach)
Der Mühlbach ist ein 5,7 Kilometer langer Bach, der nördlich von Neubrunn seinen Lauf beginnt und in Kembach mit dem von rechts kommenden Welzbach zum Kembach zusammenfließt.

## Geographie

### Verlauf
Der Mühlbach entspringt ca. ein Kilometer nördlich der bayerischen Gemeinde Neubrunn am Rande des Peiselgrabens zwischen Allersberg, Sesselberg und dem Mausberg.
Bis Neubrunn fließt er in südlicher Richtung, dann biegt er nach Westen hin ab. Kurz vor der Grenze zu Baden-Württemberg nimmt er rechts den Schornickelgraben auf. Im Wertheimer Stadtteil Kembach verläuft der Bach weitgehend unterirdisch.
Durch den Zusammenfluss mit dem Welzbach entsteht am westlichen Rand von Kembach der Bach Kembach, der bei Urphar in den Main mündet.

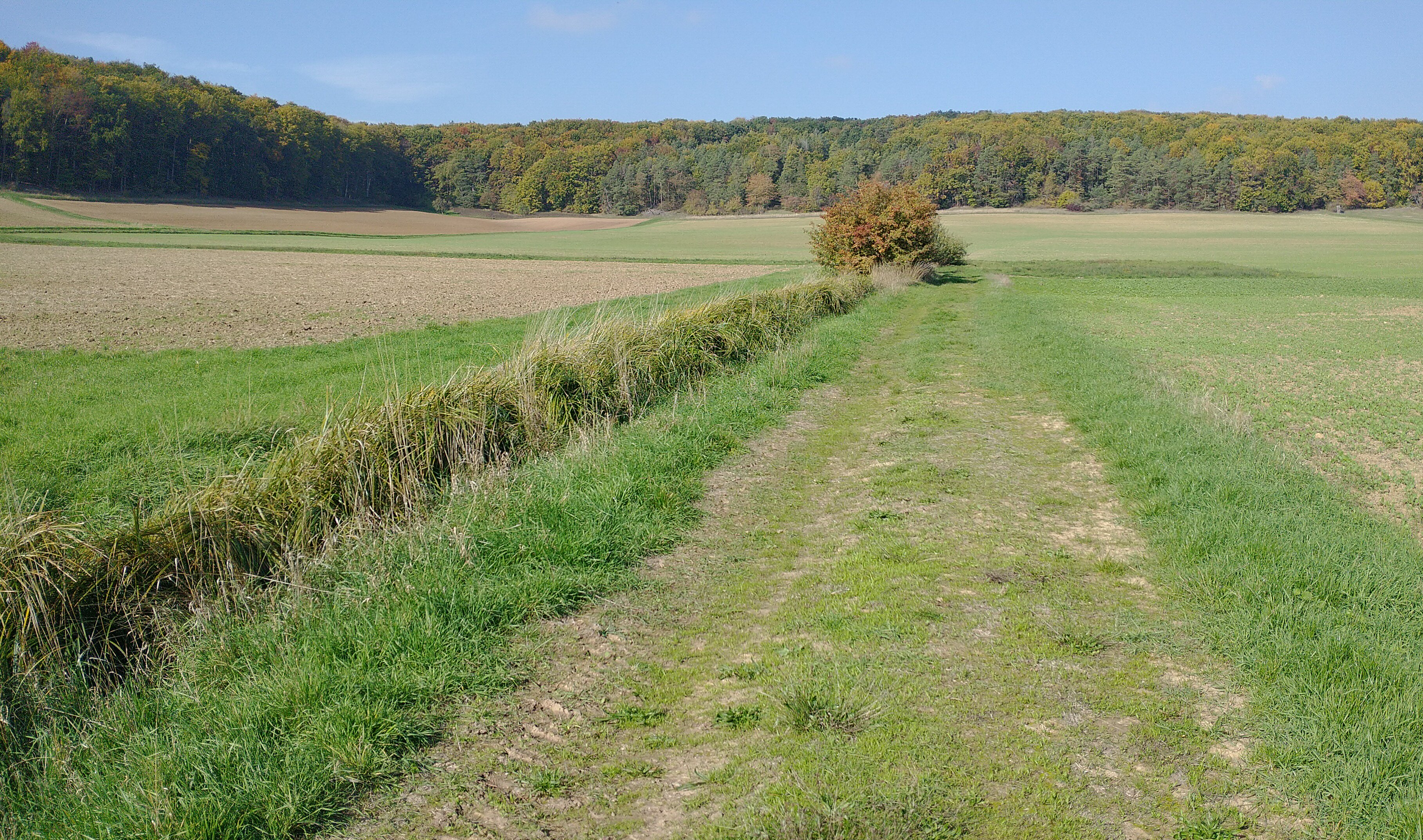
Quellgebiet des Mühlbachs
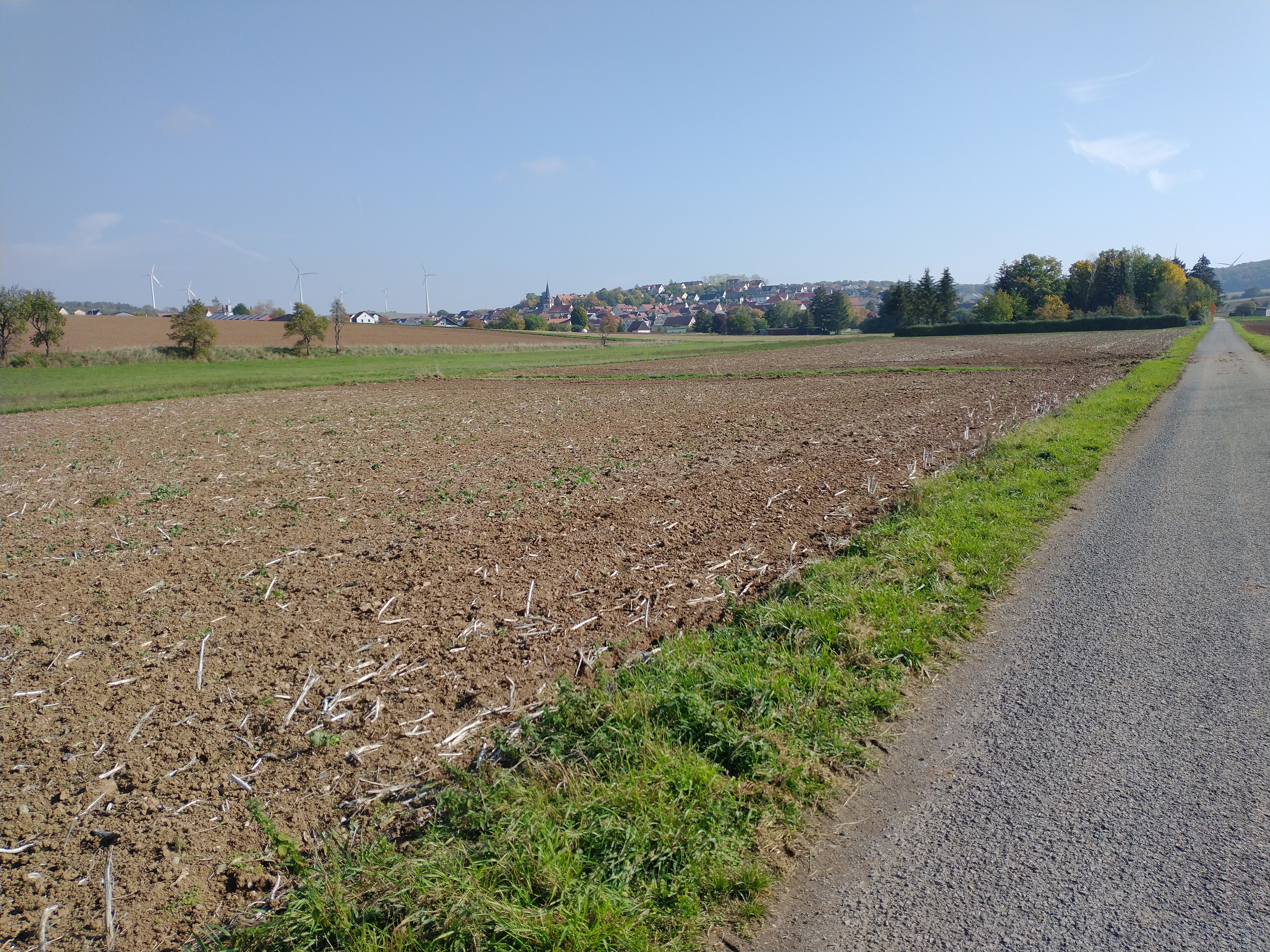
Neubrunn vom Mühlbachtal aus

### Einzugsgebiet
Das 16,17 km² große Einzugsgebiet des Mühlbachs liegt in der Marktheidenfelder Platte und wird durch ihn über den Kembach, den Main und den Rhein zur Nordsee entwässert.
Es grenzt
- im Norden und Nordosten an das Einzugsgebiet des Welzbachs, des anderen, rechten Oberlaufs des Kembachs
- im Osten und Süden an das des Altbachs, des Oberlaufes jenes anderen Welzbachs, der über die Tauber in den Main entwässert.

Das Einzugsgebiet wird in den Tälern zum größten Teil landwirtschaftlich genutzt, die Berge dagegen sind bewaldet. Die höchste Erhebung ist der Rainberg mit einer Höhe 385 m ü. NHN im Süden des Einzugsgebiets.

### Zuflüsse und Trockentäler
- Peiselgraben (Trockental, links)
- Schornickelgraben oder Helzemberger Bach (rechts)
- Gespring (links)